# Persone di nome Stephanie
| Questa pagina contiene informazioni ricavate automaticamente dalle voci biografiche con l'ausilio del template Bio e di un bot. L'aggiornamento è periodico e automatico e ricostruisce completamente la pagina. Se manca una persona in questa lista, sei pregato di non aggiungerla, ma accertati piuttosto che la sua voce biografica contenga il template Bio e che i dati anagrafici siano correttamente compilati. Se il template Bio manca, inseriscilo tu stesso o, in alternativa, metti l'avviso {{tmp\|Bio}} che ne segnala la mancanza. Se i dati riportati sono sbagliati, correggi direttamente la voce biografica; le modifiche saranno visibili in questa lista entro pochi giorni. Per chiarimenti vedi il progetto antroponimi. La lista contiene solo le 128 persone che sono citate nell'enciclopedia e per le quali è stato implementato correttamente il template Bio. Pagina aggiornata al 22 lug 2025. |

Questa è una lista di persone presenti nell'enciclopedia che hanno il nome Stephanie, suddivise per attività principale.

## Animatrici(1)
- Stephanie Graziano, animatrice e produttrice televisiva statunitense (Los Angeles, n. 1954)

## Assiriologhe(1)
- Stephanie Dalley, assiriologa britannica (n. 1943)

## Astronaute(1)
- Stephanie Wilson, astronauta statunitense (Boston, n. 1966)

## Attrici(31)
- Stephanie Bachelor, attrice statunitense (Detroit, n. 1912 - Las Vegas, † 1996)
- Stephanie Beacham, attrice inglese (Barnet, n. 1947)
- Stephanie Bennett, attrice canadese (Vancouver, n. 1989)
- Stephanie Beatriz, attrice argentina (Neuquén, n. 1981)
- Stephanie J. Block, attrice e cantante statunitense (Brea, n. 1972)
- Stephanie Corneliussen, attrice e modella danese (Copenaghen, n. 1987)
- Stephanie Courtney, attrice e doppiatrice statunitense (Stony Point, n. 1970)
- Stephanie D'Abruzzo, attrice, cantante e doppiatrice statunitense (Pittsburgh, n. 1971)
- Stephanie Faracy, attrice statunitense (Brooklyn, n. 1952)
- Stephanie Gatschet, attrice statunitense (Filadelfia, n. 1983)
- Stephanie Hodge, attrice e modella statunitense (Kansas City, n. 1979)
- Stephanie Hodge, attrice, comica e cabarettista statunitense (Wilmington, n. 1956)
- Stephanie Hsu, attrice statunitense (Torrance, n. 1990)
- Stephanie Jacobsen, attrice australiana (Hong Kong, n. 1980)
- Stephanie Kellner, attrice, doppiatrice e conduttrice radiofonica tedesca (Monaco di Baviera, n. 1975)
- Stepfanie Kramer, attrice e cantante statunitense (Los Angeles, n. 1956)
- Stephanie Lawrence, attrice, cantante e ballerina inglese (Newcastle, n. 1949 - Londra, † 2000)
- Stephanie Leonidas, attrice britannica (Londra, n. 1984)
- Stephi Lineburg, attrice statunitense (Dover, n. 1982)
- Stephanie Longfellow, attrice statunitense (Boston, n. 1882)
- Stephanie March, attrice statunitense (Dallas, n. 1974)
- Stephanie McIntosh, attrice e cantante australiana (Melbourne, n. 1985)
- Stephanie Niznik, attrice statunitense (Bangor, n. 1967 - Encino, † 2019)
- Stephanie Parker, attrice britannica (Brighton, n. 1987 - Pontypridd, † 2009)
- Italia Ricci, attrice canadese (Richmond Hill, n. 1986)
- Stephanie Romanov, attrice statunitense (Las Vegas, n. 1969)
- Stephanie Sigman, attrice messicana (Ciudad Obregón, n. 1987)
- Stephanie Szostak, attrice francese (Parigi, n. 1975)
- Stephanie Venditto, attrice statunitense (Rhode Island, n. 1965)
- Stephanie Waring, attrice britannica (n. 1978)
- Stephanie Zimbalist, attrice statunitense (New York, n. 1956)

## Attrici pornografiche(3)
- Stormy Daniels, ex attrice pornografica e regista statunitense (Baton Rouge, n. 1979)
- Lexie Marie, ex attrice pornografica statunitense (Scottsdale, n. 1985)
- Stephanie Swift, ex attrice pornografica statunitense (Louisiana, n. 1972)

## Bobbiste(1)
- Stephanie Schneider, bobbista tedesca (Breitenbrunn, n. 1990)

## Calciatrici(8)
- Stephanie Bannon, ex calciatrice britannica (Newcastle upon Tyne, n. 1989)
- Stephanie Breitner, calciatrice tedesca (Heidelberg, n. 1992)
- Stephanie Bunte, ex calciatrice tedesca (Paderborn, n. 1989)
- Steph Houghton, ex calciatrice inglese (Durham, n. 1988)
- Stephanie Labbé, calciatrice canadese (Edmonton, n. 1986)
- Stephanie Ribeiro, calciatrice statunitense (Pawtucket, n. 1994)
- Stephanie Skilton, calciatrice neozelandese (Auckland, n. 1994)
- Stephanie Zambra, ex calciatrice irlandese (Dublino, n. 1989)

## Canottiere(1)
- Stephanie Schiller, canottiera tedesca (Potsdam, n. 1986)

## Cantanti(4)
- Sparkle, cantante statunitense (Chicago, n. 1975)
- Gayà, cantante statunitense (Buffalo, n. 1975)
- Stephanie Mills, cantante e attrice teatrale statunitense (New York, n. 1957)
- Tiffany Young, cantante e attrice statunitense (San Francisco, n. 1989)

## Cantautrici(1)
- Stevie Nicks, cantautrice statunitense (Phoenix, n. 1948)

## Cestiste(11)
- Stephanie Gandy, ex cestista statunitense (Detroit, n. 1982)
- Stephanie Jones, cestista statunitense (Havre de Grace, n. 1998)
- Stephanie Mavunga, cestista zimbabwese (Harare, n. 1995)
- Stephanie Mawuli, cestista giapponese (Toyohashi, n. 1998)
- Stephanie Raymond, ex cestista e allenatrice di pallacanestro statunitense (Rockford, n. 1985)
- Stephanie Soares, cestista brasiliana (San Paolo, n. 2000)
- Stephanie Talbot, cestista australiana (Katherine, n. 1994)
- Stephanie Visscher, cestista svedese (Luleå, n. 1999)
- Stephanie Wagner, cestista tedesca (Karlsruhe, n. 1990)
- Stephanie Watts, cestista statunitense (Bronx, n. 1997)
- Stephanie White, ex cestista e allenatrice di pallacanestro statunitense (West Lebanon, n. 1977)

## Chimiche(1)
- Stephanie Louise Kwolek, chimica statunitense (New Kensington, n. 1923 - Wilmington, † 2014)

## Critiche cinematografiche(1)
- Stephanie Zacharek, critica cinematografica e giornalista statunitense (n. 1963)

## Critiche letterarie(1)
- Stephanie Burt, critica letteraria statunitense (n. 1971)

## Discobole(1)
- Stephanie Brown-Trafton, discobola statunitense (San Luis Obispo, n. 1979)

## Economiste(1)
- Stephanie Kelton, economista statunitense (n. 1969)

## Fondiste(1)
- Stephanie Santer, ex fondista italiana (Brunico, n. 1981)

## Fotografe(1)
- Stephanie Sinclair, fotografa statunitense (Miami, n. 1973)

## Funzionarie(1)
- Stephanie Grisham, funzionaria statunitense (Colorado, n. 1976)

## Giocatrici di curling(1)
- Stephanie Mayr, giocatrice di curling tedesca (n. 1965)

## Giocatrici di football americano(1)
- Stephanie Wyant, giocatrice di football americano britannica (n. 1994)

## Imprenditrici(1)
- Stephanie McMahon, imprenditrice statunitense (Hartford, n. 1976)

## Mezzofondiste(2)
- Stephanie Graf, ex mezzofondista austriaca (Klagenfurt am Wörthersee, n. 1973)
- Stephanie Twell, mezzofondista britannica (Colchester, n. 1989)

## Mezzosoprani(2)
- Stephanie Blythe, mezzosoprano statunitense (Forestburgh, n. 1970)
- Stephanie Novacek, mezzosoprano statunitense (Iowa City, n. 1970)

## Modelle(5)
- Stephanie Del Valle, modella portoricana (San Juan, n. 1996)
- Stephanie Seymour, supermodella statunitense (San Diego, n. 1968)
- Stephanie Siriwardhana, modella singalese (Colombo, n. 1988)
- Stephanie Vander Werf, modella panamense (Panama, n. 1986)
- Stephanie Willemse, modella scozzese (Glasgow, n. 1989)

## Nuotatrici(4)
- Stephanie Elkins, ex nuotatrice statunitense (n. 1963)
- Stephanie Horner, nuotatrice canadese (Bathurst, n. 1989)
- Stephanie Ortwig, ex nuotatrice tedesca (Remscheid, n. 1973)
- Stephanie Rice, ex nuotatrice australiana (Brisbane, n. 1988)

## Pallavoliste(7)
- Stephanie Enright, pallavolista portoricana (San Juan, n. 1990)
- Stephanie Holthus, pallavolista statunitense (Hoffman Estates, n. 1992)
- Stephanie Niemer, pallavolista e allenatrice di pallavolo statunitense (n. 1989)
- Stephanie Rivera, pallavolista portoricana (n. 2000)
- Stephanie Salas, pallavolista portoricana (Bayamón, n. 1992)
- Stephanie Samedy, pallavolista statunitense (Clermont, n. 1998)
- Stephanie Williams, pallavolista statunitense (Eastlake, n. 1997)

## Pattinatrici di velocità su ghiaccio(1)
- Stephanie Beckert, pattinatrice di velocità su ghiaccio tedesca (Erfurt, n. 1988)

## Personaggi televisivi(2)
- Nikki Bella, personaggio televisivo e wrestler statunitense (San Diego, n. 1983)
- Stephanie Pratt, personaggio televisivo statunitense (Los Angeles, n. 1986)

## Pesiste(1)
- Stephanie Storp, ex pesista e discobola tedesca (Braunschweig, n. 1968)

## Pistard(1)
- Stephanie Pohl, ex pistard, ciclista su strada e ciclocrossista tedesca (Cottbus, n. 1987)

## Politiche(4)
- Stephanie Bice, politica statunitense (Oklahoma City, n. 1973)
- Stephanie Herseth Sandlin, politica statunitense (Aberdeen, n. 1970)
- Stephanie Murphy, politica statunitense (Ho Chi Minh, n. 1978)
- Stephanie Tubbs Jones, politica statunitense (Cleveland, n. 1949 - East Cleveland, † 2008)

## Rapper(1)
- Stefflon Don, rapper e cantante britannica (Birmingham, n. 1991)

## Sceneggiatrici(1)
- Stephanie Savage, sceneggiatrice e produttrice televisiva canadese (n. 1969)

## Schermitrici(1)
- Stephanie Eim, schermitrice statunitense (n. 1977)

## Sciatrici alpine(11)
- Stephanie Brunner, sciatrice alpina austriaca (Schwaz, n. 1994)
- Stephanie Currie, ex sciatrice alpina canadese (n. 1997)
- Stephanie Forrest, ex sciatrice alpina statunitense (n. 1952)
- Stephanie Hoolahan, ex sciatrice alpina canadese (n. 1974)
- Stephanie Irwin, ex sciatrice alpina canadese (n. 1990)
- Stephanie Jallen, sciatrice alpina statunitense (Kingston, n. 1996)
- Stephanie Jenal, sciatrice alpina svizzera (n. 1998)
- Stephanie Lebby, ex sciatrice alpina statunitense (Laguna Beach, n. 1997)
- Stephanie Riche, sciatrice alpina francese
- Stephanie Townsend, ex sciatrice alpina canadese (n. 1948)
- Stephanie Venier, sciatrice alpina austriaca (Innsbruck, n. 1993)

## Tenniste(6)
- Stéphanie Cohen-Aloro, ex tennista francese (Parigi, n. 1983)
- Stephanie Defina, ex tennista statunitense (New York, n. 1946)
- Stephanie Gehrlein, ex tennista tedesca (n. 1982)
- Stephanie Rehe, ex tennista statunitense (Fontana, n. 1969)
- Stephanie Rottier, ex tennista olandese (Sint-Niklaas, n. 1974)
- Stephanie Vogt, ex tennista liechtensteinese (Vaduz, n. 1990)

## Wrestler(3)
- Steph De Lander, wrestler australiana (Melbourne, n. 1997)
- Trinity, ex wrestler statunitense (New York, n. 1971)
- Mia Yim, wrestler statunitense (Los Angeles, n. 1989)

## Zoologhe(1)
- Kay Panabaker, zoologa statunitense (Orange, n. 1990)

## Senza attività specificata(1)
- Stephanie Cook, ex pentatleta britannica (Irvine, n. 1972)